# Universidad de Tiumén
La Universidad de Tiumén (en ruso: Тюменский государственный университет, Tiumenski Gosudárstvenny Universitét) es una institución de educación superior rusa fundada en 1930 como la primera universidad de la ciudad de Tiumén y de todo el óblast de Tiumén.
Actualmente, la UTMN se encuentra conformada por quince facultades especializadas. Posee un cuadro docente de más de 2,000 profesores y personal, así como también más de 27,000 estudiantes de los cuales más de 1,900 son estudiantes internacionales. Hoy, la UTMN capacita a especialistas calificados en 175 campos. La UTMN ofrece varias formas de estudio: a tiempo completo, a tiempo parcial, educación a distancia, maestría, educación de pregrado, postgrado, doctorado, capacitación avanzada y segundo grado. La Universidad es uno de los participantes del Proyecto 5-100, programa para mejorar la competitividad internacional de las instituciones rusas de educación superior entre los principales centros de investigación y educación del mundo. Desde 2013, Valeriy Falkov fungido como rector de la UTMN y en enero de 2020 fue nombrado Ministro de Ciencia y Educación Superior de Rusia. El Rector interino de la UTMN (desde abril de 2020) es Ivan Romanchuk, PhD en Derecho, Profesor Asociado

## Historia
El desarrollo de la educación primaria universal creó una necesidad desesperada de personal docente profesional, por lo que en 1930 se fundó la primera institución de educación superior de Tyumen y a partir de ese momentolos estudiantes del Instituto Agrícola y Pedagógico de Tyumen podrían estudiar agricultura, química, biología y física.
La segunda mitad de la década de 1930 vio el comienzo de la investigación académica. En 1935, se realizó un estudio de campo, entre los años 1936 y 1940 se llevaron a caboexpediciones científicas al norte del Altái, estudios de lengua y folklore indígena del norte, así como cursos regionales de enseñanza para locales.
Todo cambió con el comienzo de la Segunda Guerra Mundial en julio de 1941. Durante su primer año, más de un centenar de estudiantes, profesores y otros miembros del personal fueron al frente. Sin embargo, el Instituto continuó trabajando. En febrero de 1942, organizó una conferencia académica donde se presentaron 20 artículos en el área de la matemática, química, geografía, psicología, literatura,idioma ruso y el antifascismo. Entre los participantes se encontraban científicos del laboratorio de Boris Zbarsky, que llegaron a Tyumen como escolta del cuerpo momificado de Lenin que estaba siendo evacuado de Moscú. El jefe del departamento de ciencias naturales, Ilya Zbarsky, era el investigador principal del laboratorio.
En la década de 1960, el rápido desarrollo de la industria del petróleo y el gas de Siberia Occidental influyó en el Instituto, que se centró en encontrar las formas más efectivas de extracción de petróleo y gas. El 1 de enero de 1973, por decisión del Consejo de Ministros de la URSS, el Instituto Pedagógico se convirtió en una Universidad del Estado. El primer rector de la Universidad fue el doctor en Física y Matemática, Igor Aleksandrov.

## Estructura de la universidad
La Universidad de Tyumen tiene 15 institutos académicos:
- Instituto de Finanzas y Economía.
- Instituto de Estado y Derecho
- Instituto de Matemática e Informática.
- Instituto de Química
- Instituto de Física y Tecnología.
- Instituto de Ciencias de la Tierra
- Instituto de Biología
- Instituto de Filología y Periodismo.
- Instituto de Historia y Ciencias Políticas.
- Instituto de Psicología y Pedagogía.
- Instituto de Educación Física
- Instituto de Educación a Distancia
- Instituto de Biología Ambiental y Agrícola (X-BIO)
- Instituto Regional de Cooperación Internacional
- Escuela de Estudios Avanzados (SAS)

## Visión general
El campus de la UTMN tiene una infraestructura urbana única. Su territorio incluye aulas educativas, centros de investigación y múltiples laboratorios. El territorio principal del campus de UTMN está convenientemente ubicado en el centro histórico de la ciudad de Tiumén. Las residencias estudiantiles también se encuentran en la misma zona.
La Universidad cuenta con más de 100 asociaciones de estudiante, dedicadas a actividades de investigación, información, multiculturales, creativas, sociales y deportivas. La infraestructura desarrollada de la Universidad permite realizar excursiones a Lukashino (Óblast de Tyumen), Maksimikha (República de Buriatia), Solnyshko (región de Krasnodar), Lago Kurchak (Óblast de Tyumen) y al campo de pruebas Priobsky (Okrug autónomo de Khanty-Mansi).
Dentro del Proyecto Tempus y para promover un ambiente de aprendizaje sin barreras en la Universidad, se ha establecido el Centro Internacional de Educación Inclusiva. El equipo para personas con necesidades especiales se compró con fondos de la subvención. El ingeniero del Centro de Competencia Internacional de Educación Inclusiva desarrolló un libro de texto electrónico para personas ciegas - SEEALL. El dispositivo permite obtener habilidades de escritura y leer Braille, así como enviar mensajes de texto y audio de un módulo a otro.
El desarrollo de la actividad internacional de la UTMN se basa en la cooperación con socios internacionales en investigación, educación y esferas culturales. Actualmente, la Universidad tiene 84 acuerdos de cooperación con instituciones y organizaciones internacionales de educación superior, siete de las cuales son las principales universidades del mundo que figuran en el Top 200 de acuerdo con las clasificaciones internacionales THE, QS y ARWU. El resultado de la cooperación va desde eventos en conjunto a nivel internacional hasta la implementación de proyectos de investigación y educación.
La universidad posee 4 escuelas internacionales de verano:
• STEP en Russian Energy: sociedad, tecnología, medio ambiente, política: programa educativo para estudiantes internacionales. La escuela contribuye a la competencia de los estudiantes en el campo de la economía y la geografía de los territorios del norte y el conocimiento básico de las regulaciones de energía y recursos naturales. Uno de los énfasis de la escuela es estudiar el idioma ruso, la cultura y la historia.
• Siberia occidental: vida, historia y cultura. El objetivo principal de la escuela es enseñar a los participantes un enfoque antropológico para el estudio de Siberia y el Norte, así como conceptos modernos de antropología.
• La Política Energética en Eurasia está organizada por la Universidad de Tyumen en colaboración con la Universidad Europea de San Petersburgo. Los participantes del programa se familiarizan con el marco legal específico y con las tendencias actuales de desarrollo del sector de petróleo y gas de Eurasia.
• Explora tu propia Siberia. La escuela ayuda a los participantes internacionales a sumergirse en el entorno lingüístico y a familiarizarse con la diversidad cultural de Rusia, en particular con sus tradiciones siberianas.

## Investigación
Áreas prioritarias de investigación de la UTMN:
- Ártico: recursos y medio ambiente
- Seguridad biológica
- Transformación digital de la industria petrolera

## Educación global y dual
La Universidad de Tiumén es uno de los empleadores del Programa de Educación Global del Gobierno ruso, destinado a preparar expertos rusos exclusivos a nivel internacional en las direcciones prioritarias de desarrollo de la economía rusa. Permite a los estudiantes rusos de pregrado, posgrado y doctorado elegir una de las 288 universidades líderes en 32 países y recibir becas para estudiar en programas de maestría, doctorado y residencia (medicina) en los campos de ingeniería, educación, administración social, medicina y ciencia.
La forma prioritaria del desarrollo de la Universidad es la colaboración con las principales empresas. Su enfoque es la economía regional, asociada con un aumento en el número de nuevas industrias y la necesidad de proporcionar a los principales proyectos de inversión y sitios de producción de la región de Siberia Occidental personal de ingeniería y gerencia moderno. 
Para modernizar la capacitación del personal técnico y de ingeniería en la Universidadse ha establecidoLa Escuela Politécnica y cada programa educativo está diseñado junto con representantes de una empresa en particular.

### Ingeniería conceptual del programa de maestría en depósitos de petróleo y gas
Actualmente, la Escuela Politécnica de la UTMN es la única plataforma educativa del país que prepara expertos en ingeniería conceptual para el sector de petróleo y gas. El socio del programa es GazpromNeft Company. La principal distinción y ventaja del Programa son los contactos directos con empresas tecnológicas rusas e internacionales y con los principales centros de investigación, diseño e ingeniería en Rusia. Los estudiantes participan en la implementación de proyectos de ingeniería para los depósitos de GazpromNeft.

### Departamento Básico de Medición del Flujo de Petróleo y Gas
El departamento básico se utiliza con fines educativos y de investigación. Se creó un banco de pruebas científicas único dentro de un proyecto conjunto de UT y HMS Neftemash Enterprise, en el marco de las Regulaciones del Gobierno. En el curso de la capacitación, los estudiantes de la UTMN participan en proyectos industriales activos para diseñar e implementar maquinaria y equipos para el desarrollo de sitios de petróleo y gas. El conocimiento de las tecnologías industriales modernas y la experiencia en investigación aplicada amplían el alcance de la competencia de los graduados.

## Alumnos famosos
- Dmitriy Artyukhov - político ruso, gobernador del Distrito Autónomo Yamal-Nenets.
- Vladimir Bogomyakov - poeta ruso.
- Sergey Vasilyev - político y periodista ruso.
- Olga Izhenyakova - escritora, periodista.
- Nina Kondratkovskaya - poeta, periodista y educadora rusa.
- Galina Kukleva - biatleta rusa, campeona olímpica y tres veces campeona mundial.
- Konstantin Lagunov - historiador y escritor.
- Miroslav Nemirov - poeta ruso, escritor, miembro del grupo de rock, columnista del Russian Journal.
- Alexander Moor - político ruso, gobernador de la provincia de Tyumen.
- Konstantin Odegov - Actor ruso, director de cine, productor y periodista.
- Nikolai Pavlov - político ruso.
- Dmitry Pashkin - especialista en literatura rusa y músico.
- Alexander Petrushin - Historiador y etnógrafo de Tyumen.
- Sergey Savin - Jugador de voleibol ruso, miembro del equipo nacional de voleibol masculino de Rusia y del club ruso Lokomotiv Novosibirsk.
- Valeriy Falkov - político ruso, Ministro de Ciencia y Educación Superior de Rusia
- Yefim Feldman - geógrafo soviético de Moldavia.
- Vladimir Cheboksarov - exluchador soviético.
- Vladimir Yakushev - político ruso, Ministro de Construcción e Infraestructura de Rusia.